# 엔드리스 (영화)
엔드리스(Endless)는 미국에서 제작된 스콧 스피어 감독의 2020년 드라마, 판타지, 멜로/로맨스 영화이다. 알렉산드라 쉽 등이 주연으로 출연하였다.

## 출연

### 주연
- 알렉산드라 쉽 - 라일리 역
- 니콜라스 해밀턴 - 크리스 역

### 조연
- 팜케 얀센 - 리 역
- 이안 트레이시 - 리처드 역
- 패트릭 길모어 - 젠킨스 역
- 데론 호튼 - 조던 역
- 캐서린 로이 해그퀴스트 - 헬렌 역
- 아론 펄 - 크리스의 아빠 역
- 조이 벨킨 - 줄리아 역
- BJ 해리슨